# Rynek walutowy
Rynek walutowy – segment rynku finansowego, na którym dokonywany jest obrót walutami obcymi. W wyniku działania sił podaży i popytu na tym rynku tworzy się kurs walutowy (kurs wymiany), który odzwierciedla stosunek ceny między dwoma walutami, gdzie minimalną jednostką zmiany kursu jest 1 pip.
Forex jest rynkiem walutowym OTC, czyli Over The Counter. Rynek OTC jest rynkiem nieregulowanym, na którym obrót odbywa się nie na zinstytucjonalizowanym, scentralizowanym parkiecie przy pomocy zintegrowanego systemu informatycznego, ale za pomocą ogromnej ilości pojedynczych transakcji zawieranych pomiędzy wieloma uczestnikami rynku.
Uczestnikami rynku walutowego są inwestorzy, którzy zajmują się spekulacją. Ponadto na tym rynku są aktywne podmioty zajmujące się eksportem bądź importem towarów lub usług (zabezpieczające się przed niekorzystnymi zmianami kursów walutowych). Do trzeciej istotnej grupy uczestników rynku walutowego należą banki centralne, które m.in. sprzedają lub skupują walutę w celu zapobiegania nadmiernemu wzrostowi bądź spadkowi danej waluty (interwencja walutowa).
Obrót walutami na rynku finansowym może odbywać się zarówno na rynku kasowym (wymiana jest dokonywana natychmiast), jak i rynku terminowym (wymiana jest dokonywana w późniejszym, ściśle określonym terminie).